# Linzerin (Schiff)
Die Linzerin ist ein Fahrgast-Motorschiff auf der Donau und wird als Tagesausflugsschiff im Linienverkehr und für Themenfahrten eingesetzt. Das Schiff wird von der Donau-Schiffahrts-Gesellschaft Wurm + Köck betrieben. Im Hauptdeck verfügt das Schiff über 250 Innensitzplätze und im darüber liegenden großen Freideck mit dem Steuerhaus über weitere Sitzplätze. Das Steuerhaus im Vorschiff ist zur Höhenanpassung einfahrbar.

## Geschichte
Im Jahr 1995 wurde das Schiff unter der Baunummer 138  auf der Lux-Werft in Niederkassel gebaut und erhielt den Namen Deggendorf. Der Einsatz erfolgte viele Jahre vom Heimathafen Passau aus.
Nach einem Umbau wurde das Schiff im Mai 2014 in Linzerin umbenannt und der Heimathafen nach Linz verlegt. Dort führt es hauptsächlich Stadtrundfahrten durch.